# Línea 190B (MetroBus Valencia)
La línea interurbana de Valencia 190B, pertenece a Metrobus. Es explotada por la compañía privada Herca, del grupo Transvia.
Une Valencia con, La Punta, Pinedo, El Saler, Les Gavines, El Palmar, El Perellonet y El Perelló. No tiene una frecuencia establecida. Tan solo hay al día 5 servicios de esta línea entre semana. Los fines de semana el servicio también es de 5 viajes al día.

## Recorrido
| Dirección El Palmar - El Perelló | Dirección Valencia |
| -------------------------------- | ------------------ |
|                                  | \|                 |

## Enlaces
- Horarios y paradas de la línea (página de Herca)

- Datos: Q5985784